# Liste de musées en Inde
Voici une liste de musées en Inde, présentés par État ou territoire puis par ville.

## Andhra Pradesh
- Visakhapatnam, Araku Tribal Museum

## Arunachal Pradesh
- Itanagar, Jawaharlal Nehru State Museum

## Assam
- Guwahati, Assam State Museum
- Guwahati, Assam ethnographic Museum

## Bengale-Occidental
- Kolkata, Birla Industrial & Technological Museum,
- Kolkata, Metcalfe Hall,
- Kolkata, Musée indien,
- Kolkata, Rabindra Bharati Museum,
- Kolkata, Thakurbari
- Kolkata, Ethnographic Museum : Peinture Santal, peinture Tangka
- Santiniketan, Tagore memorial museum

## Bihar
- Nalanda , Nalanda Archaeological Museum
- Patna, Bihar Museum
- Patna, Patna Museum

## Chhattisgarh
- Jagdalpur, Tribal Museum
- Raipur

## Gujarat
- Ahmedabad, Calico Museum of Textiles
- Ahmedabad, Sanskar Kendra, musée construit par Le Corbusier.
- Ahmedabad, Gujarat Tribal Museum : Peinture Pithora et Warli
- Tejgadh, Vaacha - Museum of Adivasi Voice : Peinture Pithora
- Vadodara, Baroda Museum & Picture Gallery

## HaryanaetPendjab
- Chandigarh, Government Museum and Art Gallery
- Chandigarh, Nek Chand Rock Garden
- Gurgaon, Museum of Folk and Tribal Art

## Himachal Pradesh
- Dharamsala, Bibliothèque des archives et des œuvres tibétaines.
- Dharamsala, Musée du Tibet
- Sidhbari, L'Institut Norbulingka.
- Shimla
- Dharamsala, Kangra Art Museum

## Ladakh
- Stok, Palais de Stok

## Jharkhand
- Ranchi, Ranchi Museum

## Karnataka
- Bangalore, Visvesvaraya Industrial And Technological Museum
- Bangalore, chitrakalaparishath Museum
- Mysore, Tribal Art Museum

## Kerala
- Cochin, le Palais de la Colline
- Kayamkulam, le palais de Krishnapuram, musée archéologique
- Thiruvananthapuram, le Musée Napier
- Kozhikode, Kirtads Ethnological Museum

## Madhya Pradesh
- Bhopal,  Bharat Bhavan : Peinture de tribus de MP et de Chhattisgarh
- Bhopal,  Tribal Heritage Museum : Peinture des tribus de MP et de Chhattisgarh
- Bhopal,  National Museum of Mankind
- Khajuraho, Adivart Tribal and Folk Art Museum
- Bhimbetka abris-sous-roche : L'origine de la peinture indienne.

## Maharastra
- Mumbai, Le Musée du Prince de Galles
- Mumbai, Le Musée de l'érotisme
- Mumbai, Chhatrapati Shivaji Maharaj Vastu Sangrahalaya Museum
- Pune, Tribal Cultural Museum : Peinture Warli
- Grottes Ajanta
- Grottes Ellora

## Manipur
- Imphal, Tribal Museum

## New Delhi
- Bharatiya Adimjati Sevak Sangh
- Musée Gandhi
- National Gallery of Modern Art
- Musée national
- National Rail Museum
- Nehru Museum & Planetarium
- Shankar's International Dolls Museum

## Odisha
- Bhubaneswar, Orissa State Museum
- Bhubaneswar, Museum of Tribal Arts and Artifacts

## Penjab
- Rupnagar, Virasat-e-Khalsa

## Rajasthan
- Jaipur, City Palace
- Udaipur, M.L. Verma Tribal Museum : Peinture Bhil, peinture Sahariya, peinture Meena

## Sikkim
- Gangtok, L'Institut Namgyal de tibétologie

## Tamil Nadu
- Chennai, Musée gouvernemental de Chennai
- Muthorai Palada (Ooty), Tribal Research Centre Museum

## Télangana
- Hyderabad, Musée Salar Jung
- Hyderabad, Nehru Centenary Tribal Museum

## Tripura
- Agartala, Tripura State Tribal Cultural Museum

## Uttarakhand
- Munsyary (Pithoragarh), Tribal Heritage Museum

## Uttar Pradesh
- Lucknow, Tribal Museum